# Слатіна (Арджеш)
Слатіна (рум. Slatina) — село у повіті Арджеш в Румунії. Входить до складу комуни Нукшоара.
Село розташоване на відстані 144 км на північний захід від Бухареста, 55 км на північ від Пітешть, 138 км на північний схід від Крайови, 71 км на південний захід від Брашова.

## Населення
За даними перепису населення 2002 року у селі проживали 572 особи, усі — румуни. Усі жителі села рідною мовою назвали румунську.